# 詩論
『詩論』（しろん、詩について、ラテン語：Ars Poetica、アルス・ポエティカ（詩の芸術、技術）または Epistula Ad Pisones または Letters to Piso）とは、ホラティウスの詩についての論文。紀元前18年頃に書かれた。
『詩論』からは次の3つの有名な文学用語が生まれている。
- In medias res（物事の中途に）147-148行 - 古代の叙事詩でよく使われた技法で、物語を最初から語るのではなく途中（核心）から語り始める技法のこと。
- bonus dormitat Homerus（良きホメーロスの居眠り）358-359行 - 卓越した詩人といえども繋がりのミスをおかすこと。
- ut pictura poesis（詩は絵のように）361行 - 文字通りの意味で、広義の「詩」（想像の生み出したテキスト）は（ホラティウスの時代の）絵に対してするような細心の解釈に値するということ。

『詩論』はまた「デコールム（Decorum）」（詩作の形式に応じてそれに適した語彙と言葉遣いをすること）論も鍵となっている。

## 日本語訳
- アリストテレース 詩学/ホラーティウス 詩論（岩波文庫、同ワイド版） - 『詩論』の日本語訳：岡道男
- ローマ文学集　世界文学大系67（筑摩書房） - 『詩論』の日本語訳：鈴木一郎
- ホラティウス全集（玉川大学出版部） - 日本語訳：鈴木一郎